# Det lever
Det lever (engelska: It's Alive) är en amerikansk skräckfilm från 1974 i regi av Larry Cohen.

## Handling
Paret Frank och Lenore Davies väntar sitt andra barn. En kväll blir det dags för Lenore att föda och paret lämnar sin 11-årige son Chris hos en vän för att därefter bege sig till sjukhuset. Väl framme känner Lenore att något inte står rätt till och barnet visar sig vara ett monster som först dödar personalen som hjälpt till med förlossningen för att sedan rymma. Biträdande poliskommissarie Perkins kommer till sjukhuset för att utreda dödsfallen medan media avslöjar föräldrarnas identiteter. Och snart upptäcker Frank att Lenore hållit något hemligt för honom.

## Om filmen
Filmen hade svensk premiär den 30 maj 1975 på biograf China i Stockholm. Filmen fick två uppföljare, Det lever igen (It Lives Again) 1978 och Det lever ännu (It's Alive III: Island of the Alive) 1987. År 2008 gjordes det en nyinspelning av filmen.

## Rollista i urval
- John P. Ryan – Frank Davies
- Sharon Farrell – Lenore Davies
- Andrew Duggan – professorn
- Guy Stockwell – Bob Clayton
- James Dixon – Perkins
- Shamus Locke – doktorn
- Michael Ansara – kaptenen